# Бішко Дмитро Юрійович
Дмитро Юрійович Бішко (нар. 1936, тепер Львівська область — ?) — український радянський діяч, заслужений меліоратор Української РСР, машиніст багатоковшового екскаватора Дрогобицької пересувної механізованої колони № 72 тресту «Західводбуд» Львівської області. Герой Соціалістичної Праці (13.08.1986).

## Біографія
Народився в селянській родині. Служив у Радянській армії.
Після демобілізації працював бурильником артезіанських скважин пересувної механізованої колони № 72 тресту «Західводбуд».
З 1960-х року — помічник машиніста, машиніст багатоковшового екскаватора, керівник ланки з будівництва гончарного дренажу Дрогобицької пересувної механізованої колони № 72 тресту «Західводбуд» Львівської області. У 1983 році працював чотири місяці машиністом багатоковшового екскаватора у радгоспі «Новленський» Вологодської області РРФСР.
Член КПРС з 1971 року.
Указом Президії Верховної Ради СРСР від 13 серпня 1986 року за видатні виробничі досягнення, дострокове виконання завдань одинадцятої п'ятирічки і соціалістичних зобов'язань на основі значного підвищення продуктивності праці й ефективного використання техніки у водогосподарському будівництві і виявлений трудовий героїзм, Дмитрові Юрійовичу Бішку присвоєно звання Героя Соціалістичної Праці з врученням ордена Леніна і золотої медалі «Серп і Молот».
Потім — на пенсії.

## Нагороди
- Герой Соціалістичної Праці (13.08.1986)
- два ордени Леніна (.03.1974, 13.08.1986)
- орден Трудового Червоного Прапора (.04.1971)
- медалі
- заслужений меліоратор Української РСР